# ملعب سويداني بوجمعة
ملعب سويداني بوجمعة (بالفرنسية: Stade Souidani Boujemaa )‏ هو ملعب كرة قدم، يقع في قالمة بالجزائر، ويتسع إلى 15000 شخص.

## وصلات خارجية
- (بالعربية) الموقع الرسمي للاتحادية الجزائرية لكرة القدم